# Comportement grégaire
Pour la notion de grégarisme, voir Grégarisme.

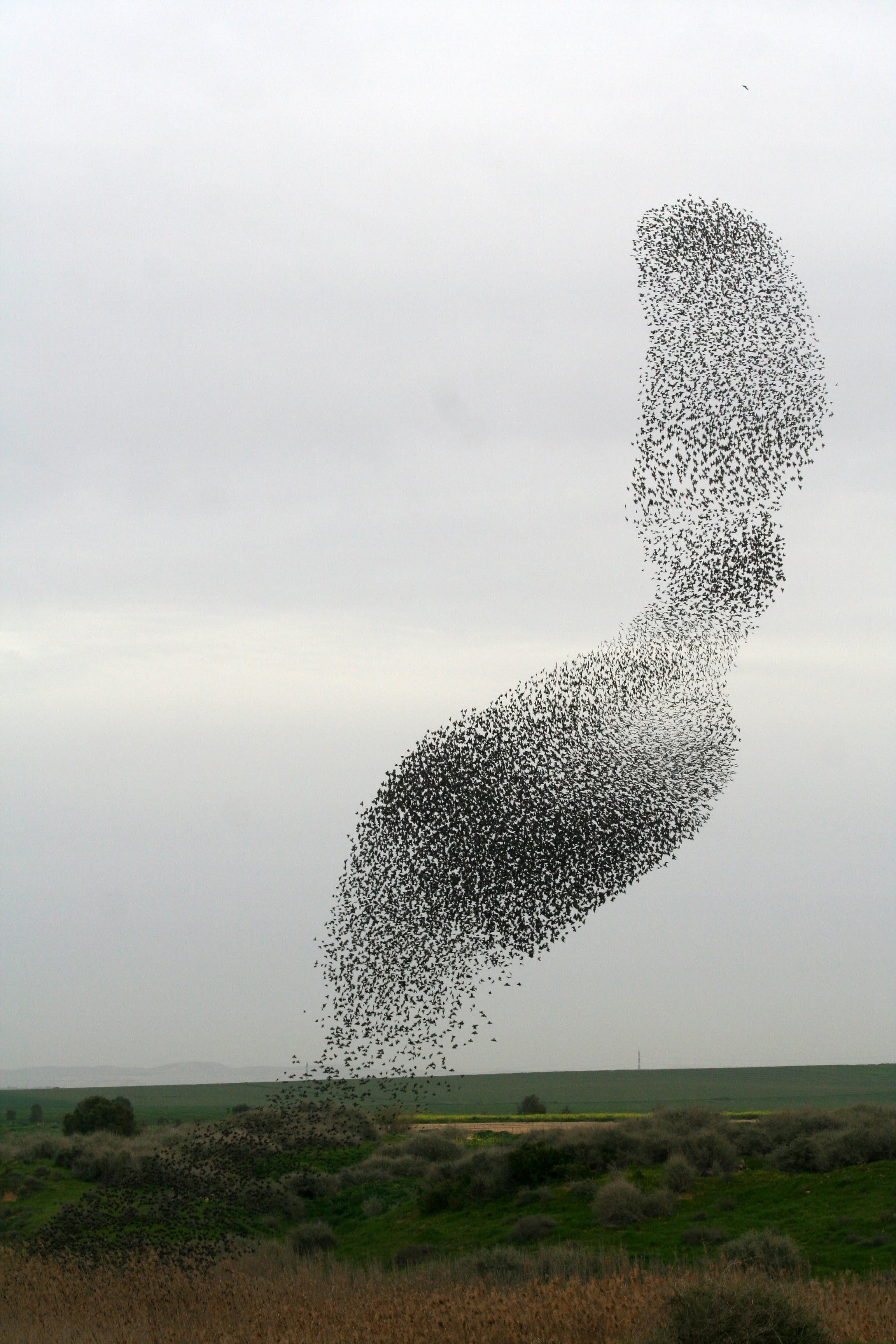
Vol en troupeau d'étourneaux sansonnets (Sturnus vulgaris), le comportement animal auquel l’expression fait allusion

Le comportement grégaire décrit comment les individus d'un groupe peuvent agir de manière similaire sans concertation ou coordination. Le terme s'applique autant au comportement des animaux vivant en troupeaux qu'à celui des humains lors de rassemblements ou dans les processus quotidiens de prise de décision et de façonnage de l'opinion.

## Comportement grégaire des animaux

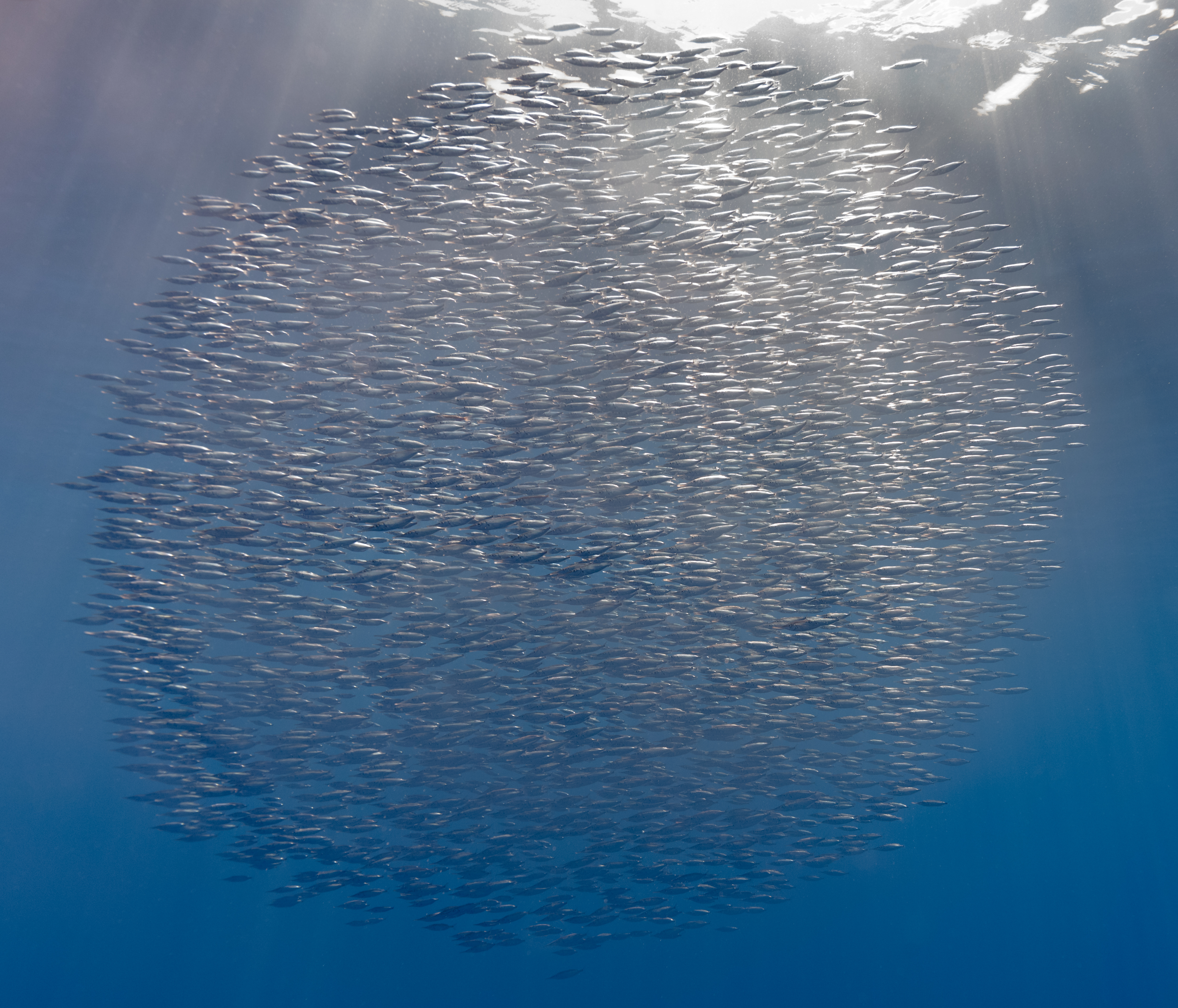
Banc de bécasses de mer (Macroramphosus scolopax)

Un groupe d'animaux fuyant un prédateur montre la nature du comportement grégaire. En 1971, le biologiste William Donald Hamilton démontre que chaque membre du groupe réduit le danger pour lui-même en se rapprochant autant que possible du centre du groupe en fuite. Ainsi, le troupeau a l'apparence d'une entité unique, mais sa fonction émerge du comportement non coordonné d'individus égoïstes. On parle aussi d'instinct grégaire. Ce type de comportement ne nécessitant, pour être sélectionné dans la nature, que la théorie darwinienne classique (soit l'utilisation du théorème fondamental de la sélection naturelle de Fisher), n'est pas considéré comme une véritable socialisation telle que définie par la sociobiologie.

## Comportement grégaire dans la société humaine

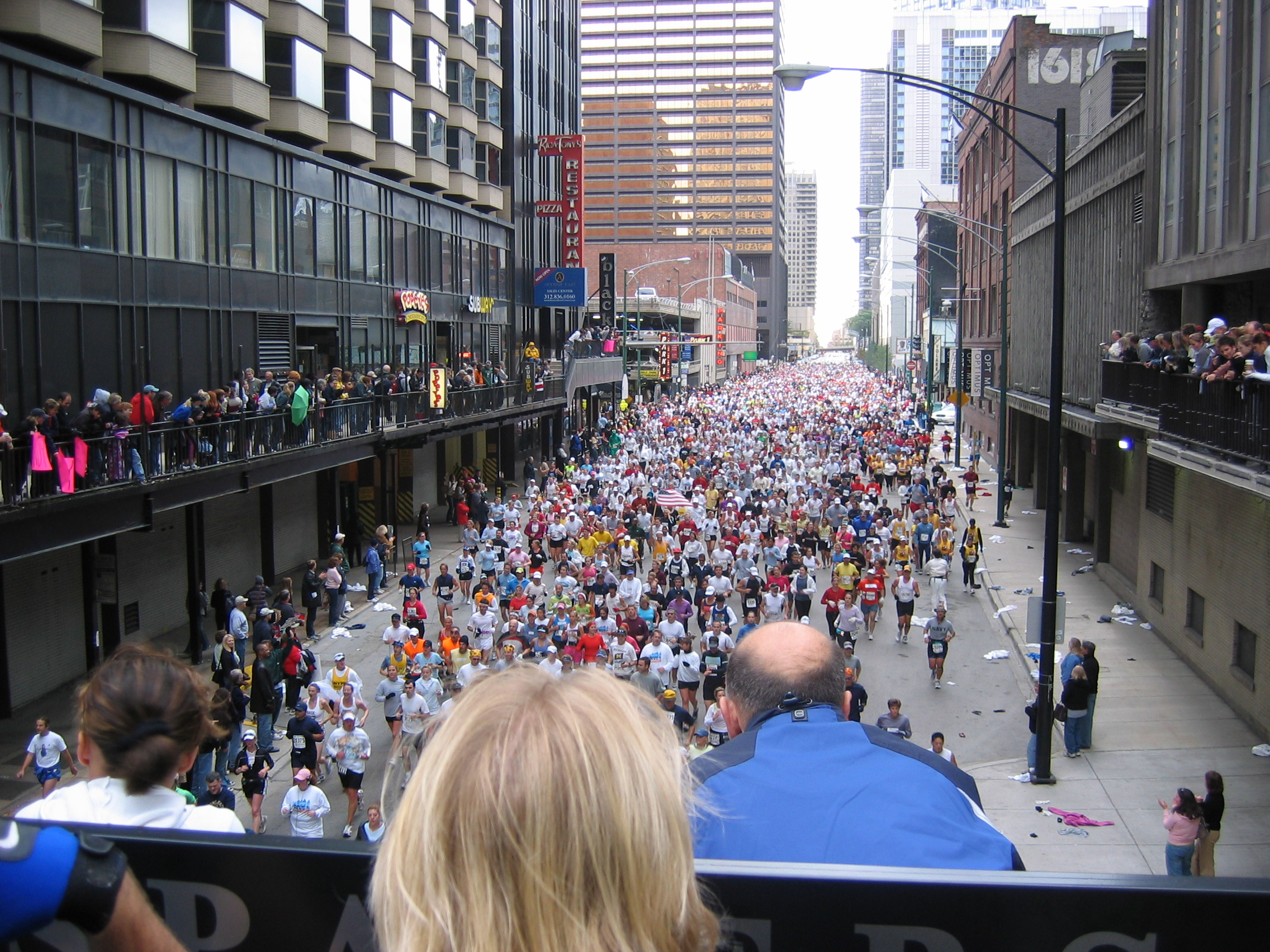
Foule humaine lors d'un marathon (Chicago, 2005)

### Jugement général
La recherche moderne psychologique et économique a identifié chez l'être humain un comportement grégaire qui explique le conformisme, autrement dit les phénomènes où un grand nombre de personnes jugent, raisonnent ou agissent de la même manière au même moment[réf. nécessaire].
Nietzsche critique l'instinct grégaire chez les humains en tant qu'obéissance aveugle au groupe et considère que « La moralité n'est que l'instinct grégaire individuel ».

### Comportement grégaire financier
Le comportement grégaire apparaît quand les investisseurs décident d'imiter les décisions et les actions les uns des autres, préférant observer les mouvements du marché plutôt que de suivre leurs propres opinions et renseignements. Ce comportement a fait l'objet d'analyses célèbres de Keynes dans sa Théorie générale de l'emploi, de l'intérêt et de la monnaie. Keynes compare en effet le marché financier au jeu des chaises musicales, où, comme dans un concours de beauté, il est essentiel de déterminer ce que pensent la majorité des joueurs. Une conséquence de cette analyse stratégique est qu'à la limite, il vaut mieux perdre comme tout le monde (panurgisme).
Il existe deux horizons au comportement grégaire : le long terme et le court terme. Dans le premier cas, il peut expliquer le phénomène des bulles spéculatives. Dans le second, il explique pourquoi un changement de l'humeur du marché peut mener à la modification soudaine du portefeuille, exagérer les fluctuations des prix d'actifs financiers et finalement, causer la distorsion des prix.